# Bartramsklire
Bartramsklire (Bartramia longicauda) er en vadefugl, der kun er set to gange i Danmark, sandsynligvis som gæst fra Nordamerika. Første gang var 3. november 1920 i Tim ved Ringkøbing, hvor en ung hun blev skudt. Den 8. november 2015 blev arten igen set ved Tipperne i Vestjylland. Bartramskliren er opkaldt efter den amerikanske naturforsker William Bartram (1739–1823). Det videnskabelige artsnavn longicauda betyder 'langhalet' (af latin longus 'lang' og cauda 'hale').
Bartramskliren er nært beslægtet med spoverne, men sættes i sin egen slægt Bartramia.